# Sozioökologisches System

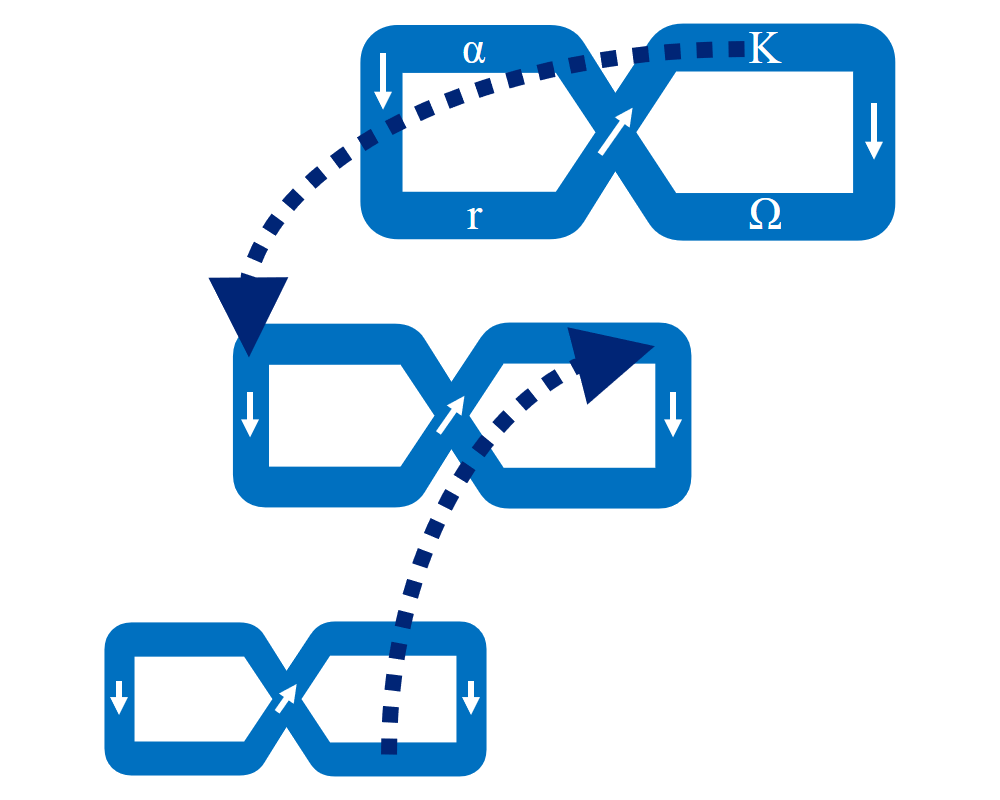
Die Veränderungen zwischen und Zusammenhänge innerhalb von sozioökologischen System wird häufig als Panarchie dargestellt. Die hier abgebildete Panarchie enthält drei Anpassungskreisläufe (engl. adaptive cycle) und zwei ebenenübergreifende Verbindungen (Erinnerung und Revolte)

Der Begriff sozioökologisches System bezeichnet ein kohärentes (zusammenhängendes) System bestehend aus biophysikalischen und sozialen Faktoren, die auf Basis von Regelmäßigkeiten auf resiliente und nachhaltige Weise zusammenwirken. Es handelt sich um einen Spezialfall eines komplexen adaptiven Systems. Das Verhalten derartiger Systeme unterscheidet sich vom Verhalten soziotechnischer Systeme.

## Definition
Sozioökologische Systeme sind voneinander abhängige und miteinander verbundene Systeme aus Mensch und Natur, die über verschiedene Maßstäbe (engl. scale) hinweg verschachtelt sind. Dies spiegelt wider, dass Menschen Teil von Ökosystemen sind und diese von lokaler bis globaler Ebene formen und gleichzeitig grundlegend von der Fähigkeit dieser Systeme abhängen, Ökosystemdienstleistungen für das menschliche Wohlbefinden und die gesellschaftliche Entwicklung bereitzustellen. Sozioökologische Interaktionen spielen sich vor dem Hintergrund des globalen Wandels und anderer zeitlicher Dynamiken ab.

## Eigenschaften
Ein sozioökologisches System verfügt über mehrere räumliche, zeitliche und organisatorische Maßstäbe. Diese sind in der Regel hierarchisch, genauer sogar panarchisch, miteinander verknüpft. Es enthält eine Reihe kritischer Ressourcen (natürliche, sozioökologische und kulturelle), deren Fluss und Nutzung durch eine Kombination ökologischer und sozialer Systeme geregelt wird.

## Anwendungen
Für sozioökologische Systeme finden sich vielfältige Anwendungsfälle. Ein bekannter Anwendungsfall ist insbesondere die Forschung zu Resilienz in der Ökologie. In jüngerer Zeit fand diese Systemsicht auch Eingang in die Stadtplanung. Bedeutende Anwendungen gibt es auch in den Wirtschaftswissenschaften. So beschreibt Wieland (2021) ein sozioökologisches System, dessen Veränderungen sich durch eine Panarchie mit den Ebenen der Lieferkette, des politisch-ökonomischen Systems und des Planeten darstellen lässt.